# Landesdatenschutzgesetz
Landesdatenschutzgesetze sind die in den 16 Bundesländern verabschiedeten landesrechtlichen Pendants zum Bundesdatenschutzgesetz (für Behörden des Bundes und private Unternehmen).
Die Landesdatenschutzgesetze gelten für die jeweiligen Landesbehörden und Kommunalverwaltungen. Sie gelten gegebenenfalls ergänzend zu spezialgesetzlichen Regelungen wie dem Datenschutzrecht des Zehnten Buches Sozialgesetzbuch (SGB X).
Die Landesdatenschutzgesetze regeln insbesondere auch die Rechtsstellung des jeweiligen Landesbeauftragten für Datenschutz.

## Geschichte
Das hessische war das weltweit erste Datenschutzgesetz. In der folgenden Tabelle ist – soweit nicht anders angegeben – das Datum des ersten Inkrafttretens genannt.
| Bundesland             | Datum             |
| ---------------------- | ----------------- |
| Hessen                 | 7. Oktober 1970   |
| Rheinland-Pfalz        | 24. Januar 1974   |
| Bremen                 | 23. Dezember 1977 |
| Bayern                 | 28. April 1978    |
| Saarland               | 17. Mai 1978      |
| Niedersachsen          | 26. Mai 1978      |
| Schleswig-Holstein     | 1. Juni 1978      |
| (West-)Berlin          | 12. Juli 1978     |
| Nordrhein-Westfalen    | 19. Dezember 1978 |
| Baden-Württemberg      | 4. Dezember 1979  |
| Hamburg                | 31. März 1981     |
| Thüringen              | 29. Oktober 1991  |
| Sachsen                | 11. Dezember 1991 |
| Brandenburg            | 20. Januar 1992   |
| Sachsen-Anhalt         | 12. März 1992     |
| Mecklenburg-Vorpommern | 15. August 1992   |